# Aculepeira talishia
Aculepeira talishia là một loài nhện trong họ Araneidae.
Loài này thuộc chi Aculepeira. Aculepeira talishia được miêu tả năm 1902 bởi Zawadsky.